# 棕色垃圾
棕色垃圾（英語：Brown waste）指的是是任何主要成分為碳的生物降解垃圾。這個名稱中所包含的有草屑、乾樹葉、樹枝、乾草、紙、鋸屑、玉米穗軸、紙板、松針或松果等。堆肥過程中需要用到碳，把綠色垃圾和棕色垃圾混合，透過微生物作用將其分解後所得到的。透過堆肥方式把棕色垃圾中的碳持續送入碳循環，可達到永續性的目的，是對生態系統最恰當的處理方式。
有些公司將這種垃圾製成人造建材（例如把鋸屑製成塑合板），以及其他非食品級的材料，重新投入使用。